# Thain Wendell MacDowell
Thain Wendell MacDowell, né le 16 septembre 1890 à Lachute au Québec et mort le 28 mars 1960 à Nassau aux Bahamas, était un soldat canadien. Il est un récipiendaire de la croix de Victoria, la plus haute distinction pour bravoure des forces du Commonwealth.

## Biographie

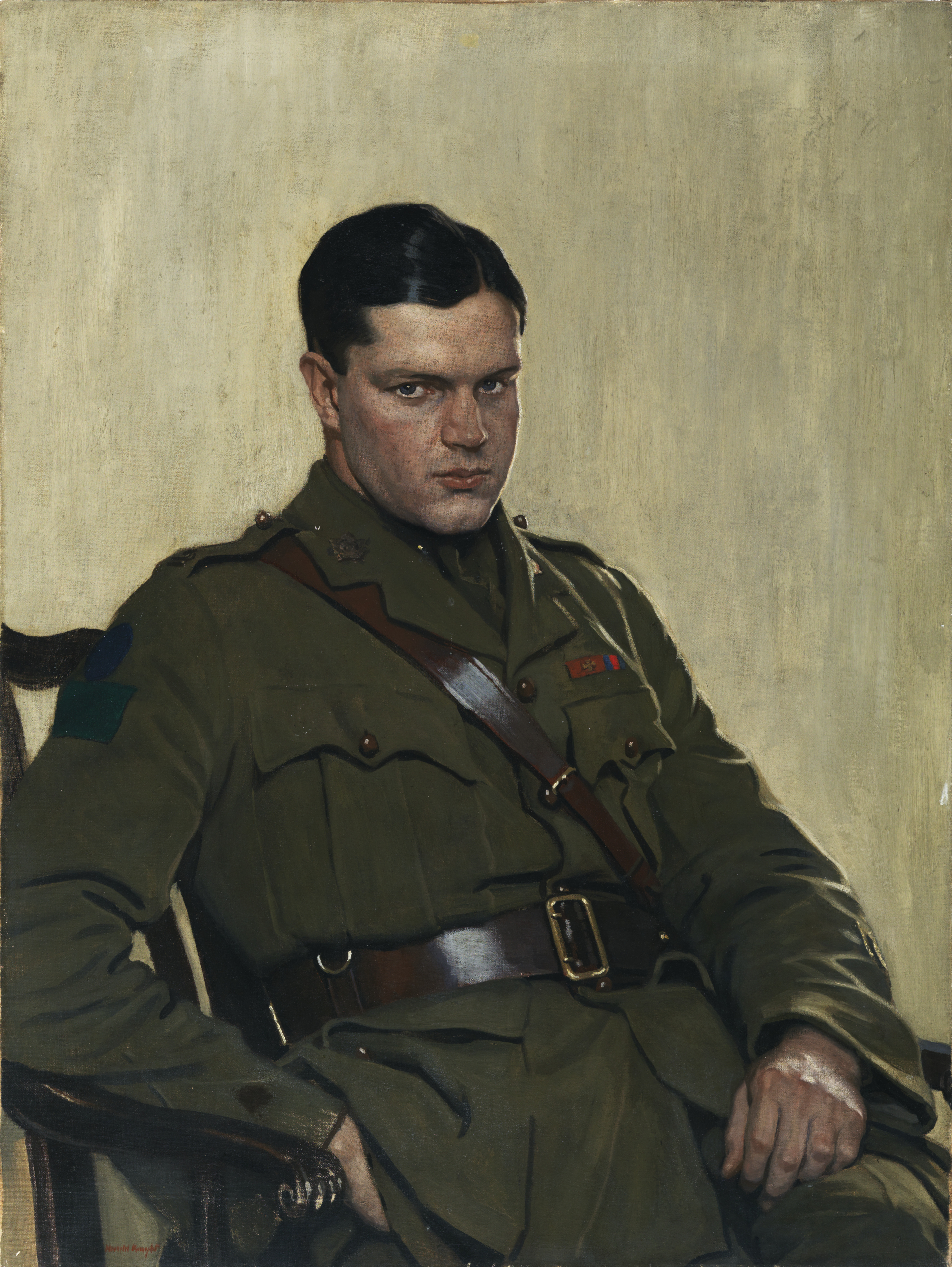
Portrait de Thain Wendell MacDowell par Harold Knight, 1918.

Thain Wendell MacDowell est né à Lachute au Québec le 16 septembre 1890. Il a grandi dans la région de Brockville en Ontario. Il a fait partie des Brockville Rifles.
Plus tard, il a étudié à l'Université de Toronto où il a rejoint le corps d'entraînement des officiers canadien en tant qu'élève-officier des Queen's Own Rifles of Canada pendant quatre mois. Après avoir été diplômé d'un baccalauréat en arts en 1914, il a reçu sa commission d'officier et a rejoint le 38e (Ottawa) Bataillon canadien d'infanterie dont l'histoire est perpétué, de nos jours, par The Cameron Highlanders of Ottawa (Duke of Edinburgh's Own).
Au cours de la Première Guerre mondiale, Thain Wendell MacDowell a été décoré de l'Ordre du Service distingué durant la bataille de la Somme en 1916 en France. L'année suivante, alors promu au grade de major, il a été décoré de la croix de Victoria, la plus prestigieuse distinction des forces du Commonwealth pour ses actions lors de la bataille de la crête de Vimy le 9 avril 1917. Il est ainsi l'un des quatre soldats à avoir reçu cette distinction au cours de cette bataille, l'une des deux seuls à y avoir survécu et le seul à avoir survécu à la guerre.
Thain Wendell MacDowell a plus tard atteint le grade de lieutenant-colonel du Frontenac Regiment de Napanee en Ontario. Après la guerre, le colonel MacDowell servit en tant qu'exécutif de plusieurs compagnies minières et chimiques. De 1923 à 1928, il a été le secrétaire privé du ministre de la Défense nationale.
En juillet 1939, il se maria à Norah Hodgson à Montréal au Québec. Ils vécurent d'abord à Toronto, mais déménagèrent à Montréal en 1931.
Thain Wendell MacDowell décéda à Nassau aux Bahamas le 28 mars 1960. Il est inhumé au cimitère Oakland à Brockville.

## Croix de Victoria
Alors qu'il servait avec le 38e (Ottawa) Bataillon du Corps expéditionnaire canadien en tant que capitaine durant la Première Guerre mondiale le 9 avril 1917, Thain Wendell MacDowell, aidé des soldats James T. Kobus et Arthur James Hay (qui ont été décorés de la médaille de la Conduite distinguée pour leurs actions), est arrivé à une position allemande devant sa compagnie. Après avoir détruit une position de mitrailleuse et chassé l'équipe d'une autre, le capitaine MacDowell a remarqué un Allemand se dirigeant vers un tunnel. À l'entrée du tunnel, il a été capable de faire croire aux Allemands qu'il faisait partie d'une force beaucoup plus grande, poussant ainsi deux officiers et 75 soldats allemands à se rendre. Il a fait sortir les prisonniers allemands du tunnel en groupes de 12 afin que les soldats Kebus et Kay puissent les emmener à la ligne canadienne. Remarquant qu'il a été berné, un prisonnier allemand a pris un fusil et essaya de tirer l'un des soldats, mais il fut abattu.
Bien qu'étant blessé à la main, le capitaine MacDowell continua de tenir la position pendant cinq jours malgré le feu d'artillerie ennemi jusqu'à se qu'il soit relevé par son bataillon. Il a été promu au grade de major à la suite de ses actions lors de la bataille de la crête de Vimy.

## Héritage
La Défense nationale a érigé un champ de tir nommé en son honneur dans le centre d'entraînement de Connaught près d'Ottawa en Ontario. La croix de Victoria du colonel MacDowell est exposée à l'Université de Toronto. Il y a également un plaque commémorative en son honneur au carrefour de l'autoroute 2 et de la rue Church à Maitland (en) en Ontario.